# Scheda senza intestazione
La scheda senza intestazione è un tipo di scheda elettorale usata nel Canton Ticino che permette all'elettore di poter votare senza dover indicare un partito.
Prima della sua introduzione nelle elezioni politiche in Canton Ticino del 2007 l'elettore era infatti obbligato a scegliere una lista di partito (e quindi dare un voto a tutti i candidati per quella lista), altrimenti la sua scheda di voto sarebbe stata dichiarata nulla. Attualmente nelle elezioni cantonali e comunali nel Canton Ticino è quindi possibile dare il proprio voto ai singoli candidati di vari partiti senza favorirne uno in particolare.